# Heterocampa semiplaga
Heterocampa semiplaga är en fjärilsart som beskrevs av Walker. Heterocampa semiplaga ingår i släktet Heterocampa och familjen tandspinnare. Inga underarter finns listade i Catalogue of Life.